# مارك كارترايت
مارك كارترايت (بالإنجليزية: Mark Cartwright)‏ (13 يناير 1973 في المملكة المتحدة - ) هو مدرب كرة قدم ولاعب كرة قدم بريطاني في مركز حراسة المرمى. لعب مع برايتون أند هوف ألبيون وستوكبورت كونتي وشروزبري تاون ونادي بوري ونادي ريكسهام ونادي يورك سيتي ونادي هاليفاكس تاون.

## وصلات خارجية
- مارك كارترايت على موقع قاعدة بيانات كرة القدم.إي يو (الإنجليزية)
- مارك كارترايت على موقع Soccerbase.com (لاعب) (الإنجليزية)